# Francisco Oliver Rubio
Francisco Oliver Rubio (Buñuel, 21 de diciembre de 1887-Zaragoza, 23 de octubre de 1973), fue un médico español.

## Biografía
Nacido en Navarra, España el 21 de diciembre de 1887, en 1896 se traslada a Zaragoza donde estudia el bachillerato y la carrera de Medicina. Obtuvo la Licenciatura de Medicina en Zaragoza el 14 de marzo de 1911 con sobresaliente, matrícula de Honor y premio Extraordinario. En 1913 obtiene el título de doctor y en 1918 es Secretario del I Congreso Nacional de Medicina en Madrid. Fue alumno interno por oposición del Servicio de Medicina del Dr. Iranzo y Presidente del Ateneo Médico Escolar en 1910. Obtiene mediante oposición, en 1912, la plaza de profesor auxiliar de Clínica Médica de la Universidad de Zaragoza; pasó a desempeñar ésta como encargado de la misma en el año 1940. 
Pensionado por el Ministerio de Instrucción Pública para estudios Bactereológicos en Inglaterra y EE. UU. (Nueva York y Filadelfia) en 1920.
Miembro de la Sociedad Internacional de Historia de la Medicina en 1922.
Representante oficial del Gobierno español en el III Congreso Internacional de Medicina en Londres 1922 y en 1923 fue elegido académico de la Real Academia de Medicina de Zaragoza en la que alcanzaría su presidencia en 1950.
Invitado destacado al Bicentenario de la Academia de Las Ciencias de Leningrado (URSS) el 1 de septiembre de 1925.
Teniente de Alcalde del M.I. Ayuntamiento de Zaragoza en 1923.
Fundador de la Sociedad Española de Historia de la Medicina, Madrid 1960.
Actuó también como profesor auxiliar de la Cátedra de Historia de la Medicina, en la Facultad aragonesa hasta 1970.
Recibió el Premio "Couder" por la Real Academia Nacional de Medicina en Madrid, el 11 de enero de 1966, por su talento, trabajo y virtudes demostrada en el ejercicio de la medicina.
Obtuvo la distinción como miembro de la Orden Nacional al Mérito Carlos J. Finlay, en grado de Comendador. La Habana (Cuba) 1954.

## La imagen
Era hombre de pequeña estatura, cariñoso y afable, de concepciones liberales, gran amigo. Su verbo era siempre elocuente, documentado, lleno de gracia e ingenio, y su pluma sabía redactar artículos de alta calidad científica, que publicó en diversas revistas médicas. Viajó mucho a la búsqueda de nuevos conocimientos y trabó amistad con eminentes médicos de varios países. Asistió como representante de España, a numerosos Congresos Internacionales de Historia de la Medicina: Grecia, Israel, Polonia, Austria, Bélgica, Mónaco, Suecia, Brasil, La Habana, Roma, Berlín, Rumania, Francia, siendo a su vez autor de numerosas publicaciones médicas nacionales y extranjeras, recibiendo honores, títulos y condecoraciones.
Nombrado Presidente de Honor de la Real Academia de Medicina de Zaragoza en 1970, por su labor como presidente electo, durante el periodo de 20 años de ejercicio. Hablaba francés, inglés y se entendía en alemán.